# Cosmopolites
Cosmopolites es un género de Curculionidae en la subfamilia Dryophthorinae y tribu Sphenophorini. La especie tipo es Cosmopolites sordidus (el gorgojo negro del banano), una seria plaga del banano.

## Especies
Hay por lo menos cinco especies descritas:
- Cosmopolites sordidus (Germar, 1824) Marshall, G.A.K., 1930[4]
- Cosmopolites cribricollis Csiki, E., 1936
- Cosmopolites mendicus Csiki, E., 1936
- Cosmopolites pruinosus Heller, K.M., 1934
- Cosmopolites striatus Fairmaire, L., 1902